# (You Will) Set the World on Fire
Pistes de The Next Day
How Does the Grass Grow?
(11) You Feel So Lonely You Could Die
(13)
(You Will) Set the World on Fire est une chanson de David Bowie parue en 2013 sur l'album The Next Day. Quarante-deux ans après Song for Bob Dylan elle rend à nouveau hommage au chanteur folk américain dans une peinture du Greenwich Village de ses débuts et sur un style hard rock des années 1980.

## Description

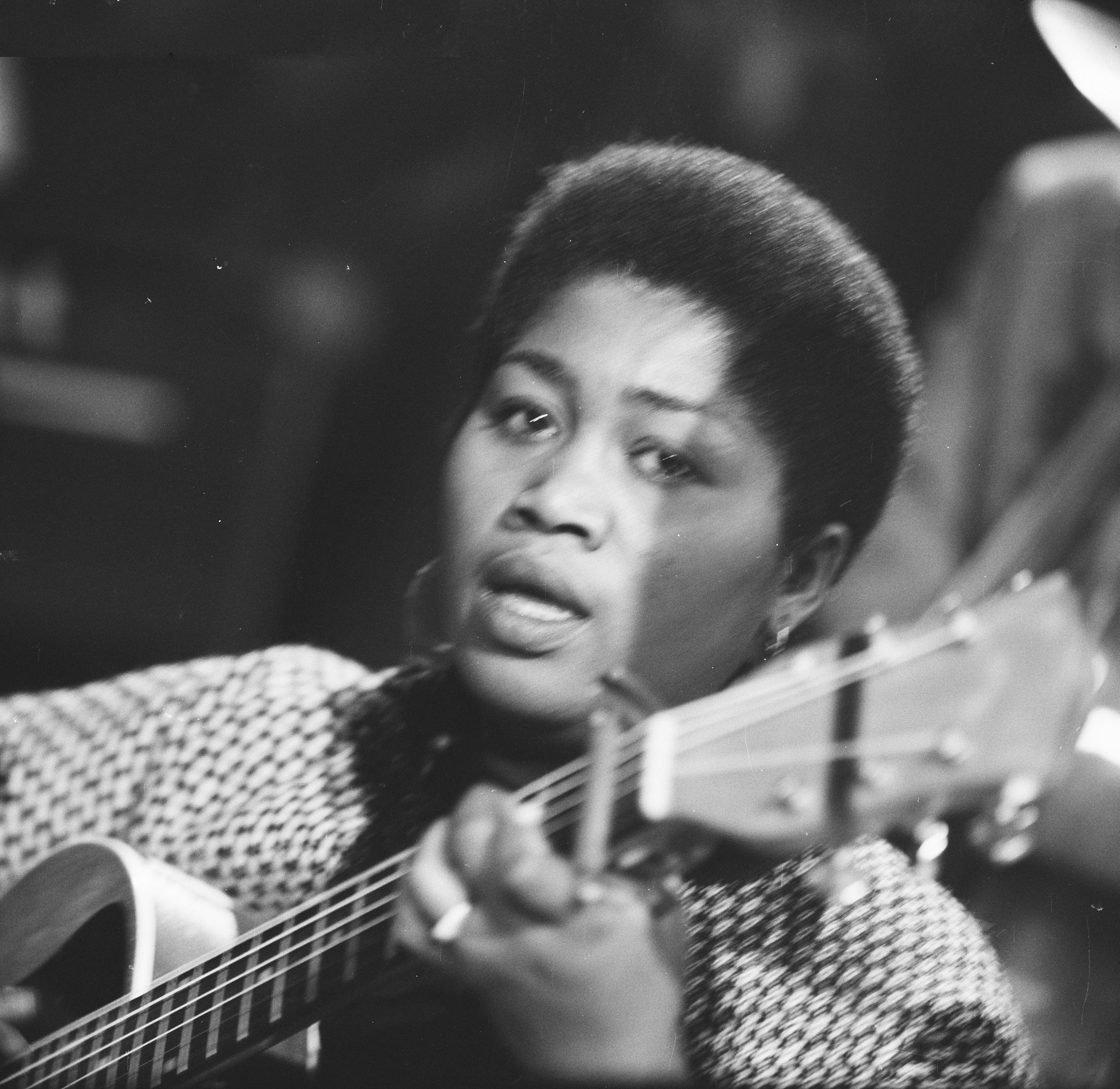
Odetta Holmes dans les années 1960.

Dans le style grandiloquent du rock du milieu des années 1980 (martèlement de batterie, effets de reverb, riff hard rock), la chanson traite de la scène folk des années 1960. Greenwich Village en constitue le décor, au moment où ce quartier de Manhattan populaire et bohème entre dans la célébrité avec les protest singers.  Bowie y met explicitement en scène Joan Baez, Pete Seeger, Phil Ochs, Dave Van Ronk, un « Bobby » — indubitablement Bob Dylan, autour duquel gravitent tous ces personnages, selon Tony Visconti —, et une mystérieuse femme noire (« black girl ») sous les traits de laquelle des commentateurs croient reconnaître Mavis Staples ou Odetta Holmes (en). Celle-ci, avec sa guitare, « brûle de rage » et attire l'attention d'un impresario avide. Le titre, « Tu vas mettre le feu au monde », ressemble aux promesses creuses typiques de ce genre de personnage, dont un archétype pourrait être Albert Grossman (en), le producteur de Dylan, Odetta Holmes, Peter, Paul & Mary, etc..
Influence plus surprenante, un vers est une traduction d'un passage d'une lettre de la dominicaine du XIVe siècle Sainte Catherine de Sienne au moine Stefano di Corrado Maconi : « If you are what you should be, you will set the whole world on fire ».
Mais le personnage central est avant tout Bob Dylan, et le texte semble clore le livre ouvert par Bowie sur l'album Hunky Dory en 1971 avec la chanson Song for Bob Dylan. Les trois mots qu'il choisit pour résumer la chanson, comme il l'a fait pour les autres pistes de The Next Day, sont manipulate, origin, text (« manipuler, origine et texte »), confirmant l'interprétation de Chris O'Leary qui y voit « un voleur accompli et un archi-manipulateur qui rend hommage à un autre ».
Le morceau fait musicalement écho à Bang Bang d'Iggy Pop, repris dans l'album Never Let Me Down et dont Bowie recycle ici la structure d'accords et la mélodie. Les refrains en mi mineur riches en harmonies vocales et en guitares entrecoupent les couplets en mi majeur. Après un solo d'Earl Slick, la voix de Bowie atteint sur le refrain final la note la plus aigüe du disque, un sol.

## Enregistrement
Pour ces sessions studio plus tardives, Bowie a fait appel à de nouveaux musiciens, Earl Slick pour quelques solos de guitare et Sterling Campbell à la batterie. Les prises des instruments sont réalisées le 25 juillet 2012, et suivi d'overdubs et de l'enregistrement de la voix de Bowie le 27 septembre suivant.

## Critiques
Pour Nicholas Pegg, la ferveur qu'on décèle dans la voix de Bowie et le solo de guitare assourdissant d'Earl Slick rendent la chanson passionnante. Jérôme Soligny lui aussi, estime que Earl Slick « tient la baraque ».

## Musiciens
- David Bowie : chant, production
- Tony Visconti : basse, ingénieur, mixage, production
- Earl Slick : guitare
- Gerry Leonard (en) : guitare
- Gail Ann Dorsey : chœurs
- Janice Pendarvis : chœurs
- Sterling Campbell : batterie, tambourin